# Distrito de Iwase
Iwase (岩瀬郡, Iwase-gun) é um distrito localizado na Prefeitura de Fukushima, Japão.

Localização do distrito de Iwase na província de Fukushima

Em 2003, o distrito tinha uma população estimada em 31.847 habitantes e uma densidade de 83,50 hab./km². A área total é de 381.38 quilômetros quadrados.

## Cidades e vilas
- Kagamiishi
- Ten'ei

## Fusão
- Em 1 de abril de 2005, a cidade de Naganuma e a aldeia de Iwase se fundiram na cidade de Sukagawa.